# Манастир Успења Пресвете Богородице Чајничке
Манастир Успења Пресвете Богородице (Храм Успенија Пресвете Богородице) је манастир Српске православне цркве посвећен Успењу Пресвете Богородице. Манастир се налази у центру Чајнича. Стара манастирска црква потиче из 14. вијека.

## Историјат

### Стара црква
Најранији сачувани запис о старој чајничкој цркви потиче из 1492. године, када се на чајничком Прологу помиње име храма и година 1492, што указује да је храм постојао и раније. У рукописној књизи Пролог у којој је дат кратак опис живота светаца, храм се помиње као Чајничка црква Успенија Пресвете Владичице наше Богородице 1492. године. Храм се поново помиње 1804. године када је на њему вршена поправка, затим 1820. године када је у храму почела да ради школа за српску дјецу, и 1837. када је грађена црквена ограда. Храм је страдао од експлозије током Другог свјетског рата између 11. и 12. априла 1943. године, а сачувани су само зидови. Црква је обновљена 1946. године у истим пропорцијама.

### Нова црква
Градња нове и веће цркве почела је 1857. године у периоду када су европске велике силе Уједињено Краљевство, Француска и Русија, вршиле притисак на Османско царство да дозволи вјерске слободе својим грађанима, односно да да дозволу за изградњу цркава. Самој изградњи храма претходио је Париски мир 1856. године којим је Турска, на инсистирање других земаља, признала равноправност муслимана и хришћана. Ово је у пракси значило да се дозвољава зидање нових и обнова старих цркава, као и отварање школа. У овом периоду пред крај вишевјековне владавине Османског царства, на простору југоисточне Европе који су насељавали Срби, изграђен је велики број српских православних храмова, док се изградња великих саборних храмова ограничавала на градске средине и дотадашња сједишта митрополија и епархија Српске православне цркве. У овом периоду пред крај владавине Османског царства, и остваривања вјерских слобода након вишевјековне окупације, су изграђене Саборна црква у Београду (1837—1845), Саборна црква у Новом Саду (1851), Саборна црква у Нишу (1856—1872), Саборна црква у Никшићу (1875—1880), Саборни храм светог великомученика Георгија у Смедереву (1850—1854), Саборна црква у Мостару (1863—1873), те Саборна црква у Сарајеву (1859—1874).
Нову цркву је зидао неимар Петар Тодоровић из Велеса, а изградња је трајала од 1857. до 1863. године. Цркву је освештао Митрополит дабробосански Игњатије 1863. године. Звоник је накнадно подигнут у периоду (1893—1897) године. За вријеме Другог свјетског рата, Италијани су подметнули експлозив у црквену порту, што је довело до већег оштећења храма. Обнова храма је почела педесетих година двадесетог вијека у вријеме тадашњег пароха јеромонаха Василија Домановића. Обнова храма је трајала до 1959. године, када је на Малу Госпојину освјештао Патријарх српски Герман.

## Манастирске вриједности
Поред чајничке Краснице, у цркви се чува икона Светог Георгија са 12 сцена које илуструју његово житије, рад анонимног сликара друге половине 16. вијека, затим икона Светог Николе рад Андрије Раичевића из 17. вијека и иконе Свете Тројице, рад непознатог војвођанског сликара, која је дарована 1848. године. Најстарија рукописана књига је четворојеванђеље из 14. вијека, као и јеванђеље из манастира Папраће са записом свештеника Оливера из 1513. године.

### Чудотворна икона Св. Богомајке, Богородице Чајничке (Чајничка Красница)
Икона је сликана на дрвеној плочи са обје стране. Са предње је Богомајка са малим Христом на руци, a на полеђини је Св.Јован Крститељ, који десном руком благосиља. Ликови су тамни од старости и вјероватно од пожара. Видљиви су само ликови, јер су остали дјелови допојасних фигура под оковом сребрене и позлаћене ризе, лијепе израде. Оков је радио познати кујунџија, Ристо Андрић 1868. године.
Првобитно је боравила на двору Немањића, па је цар Урош поклонио манастиру Бањи, после свог дужег боловања и срећног излечења у манастиру. Ту је била до времена када су мошти Св. Саве однесене из Милешева, када су Турци у истом походу спалили и опљачкали манастир Бању. По легенди, неки сељак из околине Рудог, после чудесног јављања Пресвете Богородице у сну, спасава икону из ватре и преко Лима доноси је у Чајниче, гдје је смјештена у Стару цркву. Године 1943., по доласку усташких одреда, Стара црква бјеше опљачкана и том приликом обили су црквену касу и из ње однијели све драгоцјености. Прије самог опустошења мјештани су из цркве изнијели све ствари и књиге, а икону однијели у кућу Српкиње, Милке Спремо. После одласка усташких одреда, осам људи је пренијело икону у цркву села Стречања (између Чајнича, Фоче (тадашње Србиње) и Пљеваља). Са Стречања икона је премјештена у једну пећину, ради веће сигурности, гдје је чувана под јаком стражом. Из пећине је премјештена у село Слатина (код Фоче), и смјештена у цркву у том селу, да би касније пренесена у село Трпиње, гдје је остала до краја рата. Ту је свештеник повремено долазио и служио, а народ се искупљао y приличном броју. После рата, по оправци Старе цркве, икона је враћена на своје негдашње мјесто. Данас је смјештена у овој цркви.